# Once More into the Bleach
Once More into the Bleach è un album del gruppo Blondie pubblicato nel 1988.

## Tracce
UK CD
1. Denis (Dancin' Danny D Remix) - 5:20 
  - Producer - Richard Gottehrer
  - Remix - Dancin' Danny D
2. Heart of Glass (Shep Pettibone Remix) - 6:40 
  - Producer - Mike Chapman
  - Remix - Shep Pettibone
3. Call Me (Ben Liebrand Remix) - 7:00 
  - Producer - Giorgio Moroder
  - Remix - Ben Liebrand
4. Rapture (Teddy Riley And Gene Griffin Remix) - 6:58 
  - Producer - Mike Chapman
  - Remix - Gene Griffin, Teddy Riley
5. Rapture (Teddy Riley And Gene Griffin Remix - Bonus Beats) - 2:24 
  - Producer - Mike Chapman
  - Remix - Gene Griffin, Teddy Riley
6. The Tide Is High (Coldcut Remix) - 5:35 
  - Producer - Mike Chapman
  - Remix - Coldcut
7. The Jam Was Moving (Chris Stein And Debbie Harry Remix) - 3:28
  - Performed by Debbie Harry
  - Producer - Bernard Edwards & Nile Rodgers
  - Remix - Chris Stein, Debbie Harry
8. In Love With Love (Justin Strauss And Murray Elias Remix) - 7:12
  - Performed by Debbie Harry
  - Producer - Seth Justman
  - Remix - Justin Strauss, Murray Elias
9. Rush Rush (Extended 12" Mix) - 4:45 
  - Performed by Debbie Harry
  - Producer - Giorgio Moroder
10. French Kissin' In The USA (French Version) - 5:10
  - Performed by Debbie Harry
  - Producer - Seth Justman
11. Feel The Spin (Extended Dance Mix) - 6:50 
  - Producer - John ''Jellybean'' Benitez
12. Backfired(Bruce Forrest And Frank Heller Remix) - 6:03
  - Performed by Debbie Harry
  - Producers - Bernard Edwards & Nile Rodgers
  - Remix - Bruce Forest, Frank Heller
13. Sunday Girl (French Version) - 3:11 
  - Producer - Mike Chapman

US CD
1. Denis (Dancin' Danny D Remix) - 5:20
2. Heart of Glass (1979 Disco version, from album Parallel Lines) - 5:50
3. Call Me (Ben Liebrand Remix) - 7:00
4. Rapture (Teddy Riley And Gene Griffin Remix) - 6:58
5. Atomic (1979 album version, from Eat to the Beat) - 4:39
6. The Tide Is High (Coldcut Remix) - 5:35
7. The Jam Was Moving (Chris Stein And Debbie Harry Remix) - 3:28
8. In Love With Love (Justin Strauss And Murray Elias Remix) - 7:12
9. Rush Rush (Extended 12" Mix) - 4:45
10. French Kissin' In The USA (French Version) - 5:10
11. Feel The Spin (Extended Dance Mix) - 6:50
12. Backfired (Bruce Forrest And Frank Heller Remix) - 6:03
13. Sunday Girl (French Version) - 3:11

## Classifiche
| Paese       | Posizione più alta |
| ----------- | ------------------ |
| Australia   | 47                 |
| Regno Unito | 50                 |